# Dyme (geslacht)
Dyme is een geslacht van Phasmatodea uit de familie Diapheromeridae. De wetenschappelijke naam van dit geslacht is voor het eerst geldig gepubliceerd in 1875 door Carl Stål.

## Soorten
Het geslacht Dyme omvat de volgende soorten:
- Dyme annulicornis Hebard, 1924
- Dyme atropurpurea Carl, 1913
- Dyme bifrons Stål, 1875
- Dyme boliviana (Piza, 1939)
- Dyme mamillata Brunner von Wattenwyl, 1907
- Dyme palmes (Giglio-Tos, 1898)
- Dyme rarospinosa Brunner von Wattenwyl, 1907
- Dyme spinicollis Conle, Hennemann & Gutiérrez, 2011
- Dyme tacanae Conle, Hennemann & Gutiérrez, 2011